# Josep Maria Pou

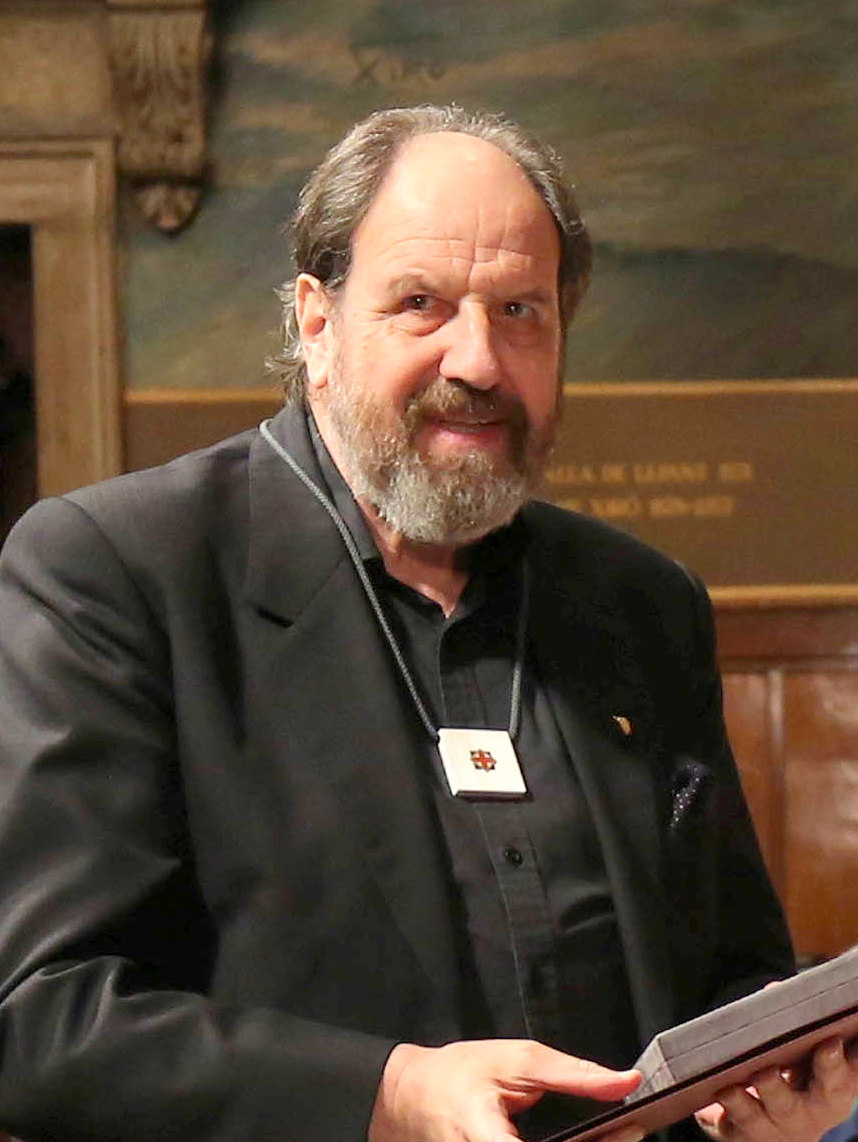
Josep Maria Pou (2017)

Josep Maria Pou (* 1944 in Mollet del Vallès in der Provinz Barcelona) ist ein spanischer Schauspieler.
Er studierte Theaterwissenschaften in Madrid, Debüt in Teatro María Guerrero (1970).

## Filmografie (Auswahl)
- 1973: La mujer prohibida, José Luis Ruiz Marcos
- 1974: La madrastra, Roberto Gavaldón
- 1975: La espada negra, Francisco Rovira Beleta
- 1976: Der Mann vom grünen Kreuz (El segundo poder), José María Forqué
- 1977: Reina Zanahoria, Gonzalo Suárez
- 1981: Adolescencia, Germán Lorente
- 1984: Eine unvergeßliche Nacht (La noche más hermosa), Manuel Gutiérrez Aragón
- 1985: Starknight - Der Herr der Sterne (El caballero odel dragón), Fernando Colomo
- 1986: Hay que deshacer la casa, José Luis García Sánchez
- 1986: Madrid, Basilio Martín Patino
- 1987: Berlin Blues (Berlen blues), Ricardo Franco
- 1987: El complot dels anells, Francesc Bellmunt
- 1987: Remando al viento, Gonzalo Suárez
- 1989: La bañera, Jesús Garay
- 1989: Pont de Varsovia, Pere Portabella
- 1991: Los papeles de Aspern, Jordi Cadena
- 1993: El pájaro de la felicidad, Pilar Miró
- 1994: Hermana, ¿pero qué has hecho, Pedro Masó
- 1994: Treffpunkt Kronenbar (Historias del Kronen), Montxo Armendáriz
- 1995: El efecto mariposa, Fernando Colomo
- 1995: Gran Slalom, Jaime Chávarri
- 1995: La duquesa roja, Francesc Betriu
- 1995: Tot veri, (Puro veneno), Xavier Ribera
- 1996: El crimen del cine Oriente, Pedro Costa
- 1997: Los años bárbaros, Fernando Colomo
- 1997: Subjudice, Josep María Forn
- 1998: Amic/Amat, Ventura Pons
- 1999: Goya (Goya en Burdeos), Carlos Saura
- 1998: La hora de los valientes, Antonio Mercero
- 1998: Pepe Guindo, Manuel Iborra
- 2003: Las viandas (Kurzfilm), José A. Bonet
- 2003: Das Meer in mir (Mar adentro), Alejandro Amenábar
- 2003: Sevignè, Marta Balletbó
- 2003: Tiovivo c. 1950, José Luis Garci
- 2004: Beneath still waters, Brian Yuzna
- 2006: Miguel y William, Inés París
- 2006: A Real Friend (Adivina quién soy, Fernsehfilm)
- 2012: Blancanieves, Pablo Berger
- 2018: Macht des Geldes (El reino)

## Theater
- 1968 Marat/Sade, von Peter Weiss
- 1969 Los Fantástikos (The Fantastiks ), von Tom Jones und Harvey Schmidt
- 1970 Romance de lobos, von Valle-Inclán
- 1971 Antígona (Antigone, Ἀντιγόνη), von Sophokles (Σοφοκλῆς)
- 1971 Dulcinea, von Gastón Baty
- 1971 El círculo de tiza caucasiano, (Der Kaukasische Kreidekreis) von Bertolt Brecht
- 1972 Los caciques, von Carlos Arniches
- 1972 Misericordia, von Benito Pérez Galdós
- 1973 Canta, gallo acorralado (Cock-a-Doodle Dandy ), von Sean O’Casey
- 1973 La ciudad en la que reina un niño (La ville dont le prince est un enfant ), von Henry de Montherlant
- 1973 Las tres hermanas (Drei Schwestern, Три сестры) von Anton Pawlowitsch Tschechow (Антон Павлович Чехов)
- 1976 Galileo Galilei, von Bertolt Brecht
- 1976 La carroza de plomo candente, von Francisco Nieva
- 1978 El médico a palos (Le Médecin malgré lui), von Molière
- 1978 Las bacantes (Die Bakchen, Βάκχαι), von Euripides (Εὐριπίδης)
- 1978 Las galas del difunto y la hija del capitán, von Valle-Inclán
- 1981 El galán fantasma, von Calderón de la Barca
- 1982 Coronada y el toro, von Francisco Nieva
- 1982 El sombrero de copa,  von Vital Aza
- 1983 Casa de muñecas (Et dukkehjem), von Henrik Ibsen
- 1983 El barón, von Moratín
- 1984 Al derecho y al revés (Noises Off ), von Michael Fryan
- 1984 El dúo de la africana,  von Echegaray und Fernández Caballero
- 1984 Las mujeres sabias (Les femmes savantes), von Molière
- 1985 Anselmo B, de Francisco Melgares
- 1985 La locandiera, von Carlo Goldoni
- 1987 És així, si us ho sembla (Così è, se vi pare), von Luigi Pirandello
- 1988 Lorenzaccio, von Alfred de Musset
- 1989 Amado monstruo, von Javier Tomeo
- 1991 Desig, von Josep Maria Benet i Jornet
- 1991 El gallitigre, von Javier Tomeo
- 1991 La verdad sospechosa, von Juan Ruiz de Alarcón
- 1993 El cazador de leones, von Javier Tomeo
- 1993 Espectres/Espectros (Gengangere), von Henrik Ibsen
- 1993 Golfos de Roma (A Funny Thing Happened on the Way to the Forum), von Stephen Sondheim
- 1994 La corona d'espines, von Josep Maria de Sagarra
- 1996–1997 Àngels a Amèrica (Angels in America), von Tony Kushner
- 1997 Die Möwe (Чайка), von Anton Pawlowitsch Tschechow (Антон Павлович Чехов)
- 1998 Arte (Kunst), von Yasmina Reza
- 2003 Bartleby, l'escrivent (Bartleby, the Scrivener), von Henry Melville
- 2003 Estrellas bajo las estrellas Festival de Teatro de Mérida
- 2003–2004 Celobert (Skylight), von David Hare
- 2004–2005 El rei Lear/El rey Lear (King Lear), von William Shakespeare
- 2005–2007 La cabra o Qui és Sylvia? /La cabra o ¿quién es Sylvia?  (The Goat or Who Is Sylvia?), von Edward Albee.
- 2006–2007 La nit just abans dels boscos von Bernard-Marie Koltès.

## Fernsehen
- 1974 Estudio 1 con la obra Las Meninas
- Policías, en el corazón de la calle
- Siete Vidas
- El Club de la Comedia
- Investigación Policial
- Estació d'enllaç
- 2001 Carles, príncep de Viana
- 2005 Un Personatge, un paisatge
- 2007 Quart, Monseñor Aguirre

## Ehrungen/Preise
- Cuatro Premios de la Crítica de Barcelona
- 1984 Premio Ricardo Calvo del Ayuntamiento de Madrid al mejor actor
- 1988 Premio Sant Jordi de Cinematografía por EL COMPLOT DELS ANELLS
- 2002 Premio de Interpretación en el Festival Internacional de TV de Venecia
- 2004 Premio Nacional de Teatro de la Generalidad de Cataluña
- 2007
  - Premio Terenci Moix
  - Premios Max al mejor director de escena por La cabra o quién es Sylvia
  - Premios Max al mejor espectáculo
  - Premios Max a la mejor adaptación teatral
  - Premios Max al mejor empresario
- 2017 Creu-de-Sant-Jordi